# إدوارد ألموند
إدوارد ألموند (بالإنجليزية: Edward Almond)‏ هو عسكري أمريكي، ولد في 12 ديسمبر 1892 في لوراي في الولايات المتحدة، وتوفي في 11 يونيو 1979 في أننيستون في الولايات المتحدة.

## وصلات خارجية
- إدوارد ألموند على موقع الموسوعة البريطانية (الإنجليزية)